# Académie royale des sciences, des lettres et des beaux-arts de Belgique
Ne doit pas être confondu avec Académie royale de langue et de littérature françaises de Belgique.
L'Académie royale des sciences, des lettres et des beaux-arts de Belgique, créée en 1772, souvent abrégée en Académie royale de Belgique et surnommée « la Thérésienne », est l'académie scientifique et artistique de la Communauté française de Belgique. Son équivalent flamand est la Koninklijke Vlaamse Academie van België voor Wetenschappen en Kunsten (KVAB) (Académie royale flamande de Belgique des sciences et des arts).
L'Académie royale a pour mission de promouvoir les travaux scientifiques et artistiques. Elle a une activité de publication et d'aide à la recherche, qui s'exprime notamment par des prix, des concours, des colloques, des fondations et des subventions.

## Historique
En 1769, une société littéraire est fondée à Bruxelles. En 1772, cette société reçoit de l'impératrice Marie-Thérèse d’Autriche le titre d'Académie impériale et royale des sciences et belles-lettres de Bruxelles et a pour mission d'animer la vie intellectuelle du pays et de stimuler les recherches scientifiques. Suspendue pendant les 22 ans du régime français, l'Académie est rétablie en 1816 sous Guillaume Ier roi des Pays-Bas. Après la révolution belge de 1830, l'Académie est réorganisée sous sa dénomination actuelle. En 1845, une classe des Beaux-Arts (aujourd'hui classe des Arts) s’ajoute aux classes des Sciences et des Lettres, puis en 2009, une classe « Technologie et Société » vient s'adjoindre aux trois autres.
On ne confondra pas l’Académie royale de Belgique fondée en 1772 par l’impératrice Marie-Thérèse, surnommée « la Thérésienne », avec l'Académie royale de langue et de littérature françaises de Belgique, fondée en 1920 par le ministre Jules Destrée, pour cela surnommée la « Destréenne ».
En 2009, l'Académie royale des sciences, des lettres et des beaux-arts de Belgique fonde le Collège Belgique, dont la mission consiste en l'organisation annuelle, à Bruxelles et en Wallonie, de nombreux cours-conférences de niveau universitaire, gratuits et accessibles à un large public. La fondation de cet établissement de diffusion des savoirs a bénéficié du parrainage du Collège de France.

## Organisation

### Siège
Le siège de l'académie se situe au palais des Académies, à Bruxelles. Ce Palais abrite cinq académies :
- l'Académie royale des sciences, des lettres et des beaux-arts de Belgique,
- l'Académie royale de médecine de Belgique (fondée en 1840),
- l'Académie royale de langue et littérature françaises (fondée en 1920),
- la Koninklijke Vlaamse Academie van België voor Wetenschappen en Kunsten (fondée en 1938 comme académie flamande vs. l'Académie royale de Belgique nationale essentiellement francophone),
- la Koninklijke Academie voor Geneeskunde (fondée en 1938 comme académie flamande).

### Présidents

#### Académie impériale et royale des Sciences et Belles-Lettres de Bruxelles (1772-1794)
- Joseph de Crumpipen, chancelier de Brabant (1771-1794)

#### Académie royale des Sciences et Belles-Lettres de Bruxelles (1816-1845)
- Baron Guillaume de Feltz (1816-1820)
- Prince de Gavre (1820-1832)
- Adolphe Quetelet (1832-1834)
- Baron Goswin de Stassart (1835)
- Baron Etienne de Gerlache (1836)
- Baron Goswin de Stassart (1837)
- Baron Etienne de Gerlache (1838)
- Baron Goswin de Stassart (1839)
- Baron Etienne de Gerlache (1840)
- Baron Goswin de Stassart (1841)
- Baron Etienne de Gerlache (1842)
- Baron Goswin de Stassart (1843)
- Baron Etienne de Gerlache (1844)
- Baron Goswin de Stassart (1845)

#### Académie royale des Sciences, des Lettres et des Beaux-Arts de Belgique (depuis 1845)
- Baron Goswin de Stassart (1845)
- Baron Étienne de Gerlache (1846)
- Baron Goswin de Stassart (1847)
- Pierre Verhulst (1848)
- François Fétis (1849)
- Jean-Baptiste d'Omalius d'Halloy (1850)
- Mathieu Leclercq (1851)
- Baron Etienne de Gerlache (1852)
- Baron Goswin de Stassart (1853)
- François Navez (1854)
- Adolphe Nerenburger (1855)
- Baron Etienne de Gerlache (1856)
- Pierre de Ram (1857)
- Jean-Baptiste d'Omalius d'Halloy (1858)
- François Fétis (1859)
- Louis-Prosper Gachard (1860)
- Jean-Baptiste Liagre (1861)
- André Van Hasselt (1862)
- Mathieu Leclercq (1863)
- Mathias Schaar (1864)
- Louis Alvin (1865)
- Charles Faider (1866)
- Vicomte du Bus de Gisignies (1867)
- François Fétis (1868)
- Adolphe Borgnet (1869)
- Gustave Dewalque (1870)
- Louis Gallait (1871)
- Jean-Baptiste d'Omalius d'Halloy (1872)
- Jean-Joseph Thonissen (1873)
- Nicaise De Keyser (1874)
- Général Alexis Brialmont (1875)
- Charles Faider (1876)
- Louis Alvin (1877)
- Charles Houzeau de Lehaye (1878)
- Mathieu Leclercq (1879)

### Secrétaires perpétuels
L'administrateur principal de l'académie est appelée « secrétaire perpétuel ». 

#### Académie impériale et royale des Sciences et Belles-Lettres de Bruxelles (1772-1794)
- Georges Gérard (1772-1776)
- Jan Des Roches (1776-1787)
- Theodore Augustine Mann (1787-1794)

#### Académie royale des Sciences et Belles-Lettres de Bruxelles (1816-1845)
- Charles Van Hulthem (1816-1821)
- Louis Dewez (1821-1834)
- Adolphe Quetelet (1835-1845)

#### Académie royale des Sciences, des Lettres et des Beaux-Arts de Belgique (depuis 1845)
- Adolphe Quetelet (1845-1874)
- Jean-Baptiste Liagre (1874-1891)
- Chevalier Edmond Marchal (1891-1916)
- Paul Pelseneer (1919-1936)
- Baron Marc de Selys Longchamp (1936-1948)
- Victor Tourneur (1948-1953)
- Jacques-F. Cox (1953-1956)
- Henri Lavachery (1957-1960)
- Charles Manneback (1961-1969)
- Jacques Lavalleye (1969-1974)
- Maurice Leroy (1975-1984)
- Baron Philippe Robert-Jones (1985-1999)
- Léo Houziaux (2000-2007)
- Hervé Hasquin (2008-2017)
- Didier Viviers (2018-2027)

### Divisée en quatre Classes
Créée en 1772, elle comprend, en 2018, 200 membres belges, auxquels viennent s’ajouter 200 membres étrangers associés. Elle est divisée en quatre classes comportant chacune 50 membres et 50 associés :
- la Classe des sciences ;
- la Classe des lettres et sciences morales et politiques ;
- la Classe des arts, organisée en cinq sections : Peinture et arts apparentés, Sculpture, Architecture, Musique, Histoire et critique ;
- la Classe technologie et société, installée en 2009.

Elle stimule également les activités d’organismes scientifiques associés, tels que la Commission royale d'histoire, la Commission royale de toponymie et de dialectologie, l'Institut historique belge de Rome.

## Publications
Les différentes classes de l'Académie publient des bulletins et des mémoires organisés en plusieurs séries et formats (in-quarto et in-octavo), dont les titres et la répartition ont évolué parallèlement avec les dénominations de l'Académie et son histoire :
- Bulletins de l'Académie Royale des Sciences et Belles-Lettres de Bruxelles, tomes 1 (1832) à 12 (1845) ;
- Bulletins de l'Académie Royale des Sciences, des Lettres et des Beaux-Arts de Belgique, [1re série], tomes 1 (1846) à 11 (1856) ; 2e série, tomes 1 (1857) à 50 (1880) ; 3e série, tomes 1 (1881) à 36 (1898) ;
- Bulletin de la Classe des Sciences, [4e série], 16 tomes (1899-1914) (avec une double numérotation : tome 1 de la 4e série = tome 37) ; 5e série, tomes 1 (1919) à 75 (1989) (à partir du tome 32, 1946, le titre devient bilingue français-néerlandais Mededeelingen van de Afdeeling Wetenschappen ; 6e série, tomes 1 (1990) à ... (en cours) ;
- Bulletin de la Classe des Lettres et des Sciences Morales et Politiques et de la Classe des Beaux-Arts, 4e série, 16 tomes (1899-1914) (avec une double numérotation : tome 1 de la 4e série = tome 37) ;
- Bulletin de la Classe des Lettres et des Sciences Morales et Politiques, 5e série, tomes 1 (1919) à 75 (1989) (à partir du tome 32, 1946, le titre devient bilingue français-néerlandais Mededeelingen van de Klasse der ...) ; 6e série, tomes 1 (1990) à ... (en cours) ;
- Bulletin de la Classe des Beaux-Arts, 5e série, tomes 1 (1919) à 75 (1989) (à partir du tome 32, 1946, le titre devient bilingue français-néerlandais Mededeelingen van de Klasse der Schoone Kunsten) ; 6e série, tomes 1 (1990) à ... (en cours) ;
- Mémoires de l'Académie Royale des Sciences, des Lettres et des Beaux-Arts de Belgique ( = Mémoires des Membres), [1re Série], tomes 1 (1847) à 54 (1904) ;
- Mémoires Couronnés et Mémoires des Savants Étrangers, 1827-1904
- Mémoires Couronnés et Autres Mémoires, Collection in-8°, tomes 1 (1840) à 66 (1904) ;
- Mémoires de la Classe des Sciences, Collection in-4°, 2e série, 1904-1995 ; 3e série, Tomes 1 (1996) à 9 (2007) (= Publications de la Classe des Sciences) ; 4esérie, Tome 1(2012) à ... (en cours)
- Mémoires de la Classe des Sciences, Collection in-8°, 2e série ;  3e série, Tomes 1 (1993) à 27 (2007) ;  4esérie, Tome 1(2013) à ... (en cours)
- Mémoires de la Classe des Beaux-Arts, Collection in-4°, 2e série ; 3e série, Tomes 1 (1992) et 2 (2002) ;
- Mémoires de la Classe des Beaux-Arts, Collection in-8°, 2e série ;  3e série, Tomes 1 (1992) à 25 (2006) ;
- Revue de la Classe Technologie et Société.

La commission royale d'histoire a publié la Biographie nationale de Belgique, Tomes 1 (1866) à 44 (1985-1986), continuée par la Nouvelle Biographie Nationale, Tome 1 (1988) à ... (en cours), ainsi que Histoire quantitative et développement de la Belgique
L'Académie publie également :
- La Lettre des Académies, Tomes 1 (2006) à ... (en cours) ;
- Annuaire de l'Académie royale de Belgique.

## Prix décernés par l'Académie
L'académie octroie un nombre important de prix.